# 卡萨斯德韦斯
卡萨斯德韦斯，是西班牙卡斯蒂利亚-拉曼恰自治区阿尔瓦塞特省的一个市镇。 总面积125km², 总人口851人（2001年），人口密度7人/km²。